# Trois Hommes et un couffin
Série
18 Ans après
(2003)
Pour plus de détails, voir Fiche technique et Distribution.
Trois Hommes et un couffin est un film français réalisé par Coline Serreau, sorti en 1985.
Le film remporte un grand succès en France avec plus de dix millions d'entrées et connaît également une réussite commerciale sur le marché international. Il a fait l'objet d'une suite, 18 Ans après (2003) et d'une adaptation au théâtre en 2018.

## Synopsis
Jacques, Pierre et Michel, trois célibataires, vivent ensemble dans un très grand appartement au centre de Paris.
Un soir, lors d'une soirée organisée dans leur appartement, Jacques, steward de profession, accepte de servir de transitaire à un paquet qu'un ami va lui livrer le lendemain. Ayant à peine eu le temps de prévenir ses amis, il part en Extrême-Orient pour plusieurs semaines. Quand arrive le « paquet », il se trouve que c'est un bébé, apparemment la fille de Jacques, que sa mère, Sylvia, lui envoie sous prétexte que son travail l'empêche de s'occuper d'elle. Les deux amis, très attachés à leur vie sans contrainte de célibataires sans enfants, se trouvent contraints de s'en occuper avec beaucoup de réticence et, totalement inexpérimentés, se retrouvent vite débordés par le travail que nécessite un nourrisson, avec son lot de biberons, de couches et de nuits d'insomnie.
Un matin, deux individus viennent réclamer le « paquet ». Soulagés, ils leur remettent le couffin, mais se rendent immédiatement compte que le « paquet » que les deux hommes attendaient était celui que la gardienne avait déposé quelques jours auparavant, qui se révèle contenir de la drogue. Pierre et Michel récupèrent in extremis la petite Marie mais doivent désormais rendre au plus vite la drogue à des trafiquants menaçants alors qu'ils se trouvent désormais sous la surveillance permanente de la police. Faisant preuve d'imagination et d'audace, ils parviennent à se débarrasser de l'encombrante marchandise.
Jacques finit par rentrer de voyage. Le bébé est rendu à sa mère et ne tarde pas, à leur propre surprise, à leur manquer cruellement. Mais finalement la mère de l'enfant le ramène aux colocataires. Ainsi commence à s'organiser la vie nouvelle des trois hommes avec le bébé.

## Fiche technique
Source principale de la fiche technique :
- Titre : Trois Hommes et un couffin
- Réalisation et scénario : Coline Serreau
- Décors : Ivan Maussion
- Costumes : Poussine Mercanton, Édith Vesperini
- Photographie : Jean-Yves Escoffier et Jean-Jacques Bouhon
- Montage : Catherine Renault
- Musique : Quintette en ut majeur de Schubert
- Bruitage : Jonathan Liebling
- Affiche : Philippe Lemoine
- Production : Jean-François Lepetit-Pascal Hommais.
- Sociétés de production : Flach Film Production, Soprofilms et TF1 Films Productions
- Distribution : Acteurs auteurs associés
- Pays de production :  France
- Langue : français
- Format : Couleur - Son : monophonique - 1,78:1 - 35 mm
- Genre : Comédie
- Durée : 106 minutes
- Dates de sortie en France : 
  - 18 septembre 1985 au cinéma[2].
  - 2 octobre 2006 en DVD[2].

## Distribution
- Roland Giraud : Pierre
- Michel Boujenah : Michel
- André Dussollier : Jacques
- Philippine Leroy-Beaulieu : Sylvia
- Dominique Lavanant : Mme Rapons
- Marthe Villalonga : Antoinette
- Annick Alane : la pharmacienne
- Josine Comellas : Mme Rodriguez, la concierge
- Gwendoline Mourlet : Marie (n° 1)
- Jennifer Moret : Marie (n° 2)
- François Domange : Paul
- Gabriel Jabbour : le supérieur
- Julien Maurel : le type
- Giuseppe Amorin : ?
- Jean Barney : Gérard
- Marianne Basler : Nathalie
- Christian Bouillette : le premier policier
- Michel Carliez : ?
- Gilles Cohen : le second loubard
- Basile de Bodt : le jeune homme
- Pierre Descamps : le vieux chanteur
- Denis Dodlande : le publicitaire
- Aude Doumerg :
- Jean-Pierre Franchetti : le pilote
- Maureen Guiader : ?
- Frédérique Jamet : ?
- Louis Julien : Lucien
- Jeanne Lallemand : Sophie
- Pierrot Larose : ?
- Marion Loran : Guilaine
- Cécile Magnet : la brune
- Xavier Maly : le policier suiveur de Michel
- Daniel Milgram : le second policier
- Valentine Monnier : Charlotte
- Éric Munch : ?
- Philippe Orgebin : ?
- Jacques Poitrenaud : le premier policier
- Jean-Philippe Puymartin : le photographe
- Bernard Sancy : le policier en uniforme
- Mathé Souverbie : Marie-Rose
- Cécile Vassort : Annick
- Michel Vernac : le gardien du square
- Herma Vos : Clotilde
- Christian Zanetti : le premier loubard

## Production

### Choix des interprètes
Jacques Villeret était pressenti pour incarner l'un des trois rôles principaux.

### Lieux de tournage
Le film a été tourné à Paris.
L'appartement des trois amis se situe au 20 rue des Quatre-Fils (bien qu'une scène indique le no 110), dans le 3e arrondissement.
Après avoir confié le bébé par erreur à des dealers, Pierre, interprété par Roland Giraud, récupère la petite au bout de la rue, sur l'actuelle Place Patrice-Chéreau.
La scène où Michel, interprété par Michel Boujenah, rend la drogue aux dealers a été filmée au Parc Monceau.
La place Charles-de-Gaulle (anciennement place de l'Étoile) et la place Joachim-du-Bellay et sa fontaine des Innocents ont également servi à quelques scènes.

## Accueil

### Box-office
Le film a eu un très grand succès en France (il était un des triomphateurs aux César du cinéma 1986, obtenant trois prix, dont celui du meilleur film, du meilleur scénario original ou adaptation et du meilleur second rôle pour Michel Boujenah).
- France : 10 251 813 entrées dont 2 195 317 entrées à Paris (81 semaines)[4],[5],[6]

Autres pays :
- Allemagne : 2 488 758 entrées[7]
- Danemark : 3 743 entrées[8]
- Espagne : 839 960 entrées[9]
- États-Unis : 553 200 entrées[10]
- Union soviétique : 33 500 000 entrées[11]

## Distinctions

### Récompenses
- César 1986[12] :
  - César du meilleur film
  - César du meilleur scénario original ou adaptation écrit par Coline Serreau
  - César du meilleur acteur dans un second rôle pour Michel Boujenah
- Prix de l'Académie nationale du cinéma[13]

### Nominations
- César 1986[12] :
  - nomination au César de la meilleure réalisation pour Coline Serreau
  - nomination au César de la meilleure actrice dans un second rôle pour Dominique Lavanant
  - nomination au César du meilleur espoir féminin pour Philippine Leroy-Beaulieu
- Oscars 1986 :
  - nomination à l'Oscar du meilleur film international[14]

## Suite
- 2003 : 18 Ans après de Coline Serreau[15]

## Adaptations au  théâtre et au cinéma
Le film a fait l'objet d'une adaptation au théâtre par Coline Serreau en 2018, avec Alex Vizorek, Bruno Sanches et Ben dans les trois rôles principaux.
Le film a aussi fait l'objet d'une "translaptation" (traduction et adaptation) en anglais et en hindi :
- Leonard Nimoy a réalisé un remake du film en l'adaptant au goût nord-américain, Trois Hommes et un bébé (1987), dont le succès a fait naître une suite, Tels pères, telle fille (1990), réalisée par Emile Ardolino.
- Le film est aussi à l'origine d'un remake indien, Heyy Babyy (2007) de Sajid Khan.

Une autre adaptation plus récente a été créée en 2022 : Trois frères, Noël et un couffin,un téléfilm de Terry Ingram.
Au Maroc, en 2024, pour le mois du Ramadan, la chaîne 2M à produit et diffusé le téléfilm "Voyage à Essaouira" d'Abdelkrim Mohammed Derkaoui avec Abdellah Farkouz dans l'un des rôles principaux. Ce téléfilm était une adaptation à peine déguisée du film.